# Pealius nagerkoilensis
Pealius nagerkoilensis là một loài côn trùng cánh nửa trong họ Aleyrodidae, phân họ Aleyrodinae.
Pealius nagerkoilensis được Jesudasan & David miêu tả khoa học đầu tiên năm 1991.